# Гаваон
Гаваон (хебр. גבעון, Гивон, Гибон; Гибеон) је древни канански град који се налази 10 км северозападно од Јерусалима. Његови становници су називани гаваонити.
Ово је један од ретких градова који су склопили савез са досељеним Јеврејима (Нав. 9: 3). У расподели земље између племена Израиљева Гаваон је прешао у баштину племена Венијамина (Нав. 18:25).
Да би се помирио са становницима Гаваона, Давид им је дао да погубе седам кнезова из породице Саула (2. Краљевима 21: 9).
У време краља Соломона, светиште које су поштовали Јевреји било је смештено у Гаваону (1. Краљевима 3: 4).
1895. године, на месту историјског Гаваона, Јевреји из Јемена основали су насеље Гљвеон Хадасха („Нови Гибеон“). Становници су неколико пута напуштали Гаваон Хадасха (укључујући и после погрома 1929. године), али сваки пут су се враћали тамо.
Последњи пут је насеље Гљвеон Хадасха настањено после Јомкипурског рата (1973); географски се налази изван међународно признатих граница Израела, на палестинским територијама .